# دانشکده پلیس ۳
دانشکده پلیس ۳: آموزش دوباره (انگلیسی: Police Academy 3: Back in Training) یک فیلم کمدی به کارگردانی جری پاریس است که در سال ۱۹۸۶ منتشر شد. این فیلم با بازخوردهای منفی منتقدان مواجه شد.

## خلاصه داستان
فارغ التحصیلان فرمانده لاسارد در آکادمی پلیس برای جلوگیری از تعطیلی آن دوباره به آموزشگاه بازمی‌گردند و آموزش‌های جدید می‌بینند …

## بازیگران

### گروه لاسارد
- استیو گوتنبرگ
- بابا اسمیت
- دیوید گراف
- مایکل وینسلو
- لزلی ایستربروک
- ماریون رمزی
- بروس مالر
- جرج گینز

### گروه ماوزِر
- آرت مترانو
- لنس کینسی
- اسکات تامسون
- برند وان هافمن

### دانشجویان جدید
- دبرالی اسکات
- تیم کازورینسکی
- برایان توچی
- اندرو پاریس
- باب‌کت گولدث‌ویت
- شاون وترلی
- دیوید هیوبند
- مارسیا واتکینز
- آر. کریستوفر تامپسون
- دیوید جیمز الیوت

### سایرین
- جورج آر. رابرتسون
- اد نلسون
- آرتور بتنایدز